# ジャポルノ
ジャポルノ (Japorn) は、ジャパニーズポルノ（Japanese Porn) の略。アメリカやヨーロッパなどポルノが合法とされる海外マーケットへ日本のハードコアアダルトビデオを紹介する際に作られた言葉である。

## 背景
現在の日本のアダルトビデオは、法規制及び警察の指導などにより、モザイク処理がされており、局部が見えないようになっている。しかし、インターネットの普及に伴い、ポルノ製作会社が海外に拠点を設け、女優から監督ら全スタッフを集めて海外で撮影し、海外マーケットで販売、インターネットを通じて日本向けに配信するという方法で、ハードコアなアダルトビデオを楽しむという方法が誕生した。世界向けとして作られてはいるものの、その多くはモザイクの有無を除けば日本のAVフォーマットで作られ、日本語使用者のためのコンテンツである。

## ジャポルノの歴史
1996年頃からアメリカ西海岸地区にてXonair,AVEntertainmentsなどのオンラインアダルトDVDショップが開店し、インターネットを通じていわゆる日本のアダルトビデオのオンライン販売を開始した。
当初はアメリカ国内及び海外の外国人や日系企業の駐在員らが購入する場として定着していたが、それがロサンゼルスやニューヨークを中心とする若者達の間でも口コミで広まり、アメリカ国内でも認知されるようになった。これらのオンラインショップはアメリカ国内の企業であり、アメリカ国内にあるサーバに無修正画像があるかぎり、日本のわいせつ物頒布罪に抵触するものではないため、日本の法律とは無関係に運営されてきた。一部のショップは、「無修正DVD」「海外無修正DVD」といった表現を用いたりもしていた。しかし、実際のところ「アメリカ国内にある日本の無修正アダルトビデオ販売サイト」というのは、アメリカ国内ではラリー・フリントのHUSTLER社などをはじめとする古くからのアメリカのポルノ業界と同じ位置づけにあるため、厳密には「アメリカで販売されるポルノ」の中の「アジアもの」の中の「ジャパニーズ」の作品であった。
一方、XonairとAVEntertainmentsの二大サイトが支配していたこの業界の勢力図は2000年、メディアフリークシティの登場により大きく変わることになる。それまでの既存の裏ビデオショップサイトが、英語と日本語の入り交ざったごく一部のハードコアアダルトビデオマニアを対象にしていたのに対し、メディアフリークシティは、ごく一般の人々を対象に親近感のあるデザインと読みやすく楽しめる内容、斬新な企画で新商品を紹介する手法で瞬く間に人気を集め、業界のトップにのし上がった。
また、時を同じくして、後に一世を風靡するKOKESHIというスタジオが登場する。KOKESHIは日本人だけではなく、アメリカ、ヨーロッパを対象として制作されて、海外マーケットで初めて受け入れられた日本のアダルトビデオであった。メディアフリークシティ編集部ブルー・スリー編集長が、このKOKESHIを他のいわゆる裏ビデオと明確に区別するために作ったのがジャポルノという言葉であり、AMORZ Entertainmentが、KOKESHIを2005年1月にラスベガスで行われたAVN Adult Expoに参加した際もKOKESHIを"Japorn"として紹介している。
2017年の当局捜査をきっかけに、いわゆる表AV業界（適正AV）からの女優起用の締め出しを受け、日本人女優の質の低下を生んだ。加えてAV新法施行により、キャスティング困難化が生まれ、素人幻想を再構築したFC2の出現、円安による事実上の価格上昇など、逆風が吹き続けた。
2022年に海外無修正の老舗で大手であったDTIグループは傘下の定額会員制サイト（カリビアンコム、一本道、天然むすめ、HEYZO、パコパコママ）において動画ダウンロードサービスを終了。2023年4月、傘下サイト「カリビアンコムプレミアム」などでの動画単品販売、動画ダウンロードサービスを終了。これによりグループ制作の新作・旧作も含めた全動画データの個人所有ができなくなった。スマホユーザーのための施策、海賊版サイトへの流出防止策ともいわれるが、ストリーミング再生に慣れない古参ユーザーの流出危惧も叫ばれた。

## 裏DVDとジャポルノ
裏DVDは、いわゆる裏ビデオの延長線上にあるもので、インターネットの普及とともにオンラインによる逆輸入販売という形で、カリフォルニア州やハワイ州、ヨーロッパなどに拠点をおくインターネット販売店が次々に開業した。当初は流出モノと呼ばれた、有名女優出演の裏DVDから、モーニング娘。の盗撮モノも話題になった。これらは当時、裏DVDと呼ばれたが、著作権・肖像権を侵害したものあり、日本国内外ともに違法性のある商品であった。
その後、これらの問題を解決し、著作権と法律を遵守し、製作者および出演者の利益を守るために生まれたのが、「海外販売の了承を得た出演者を用い、海外で撮影・販売する」という事業形態であった。これらの正規の海外無修正DVDは、北米盤、原盤、逆輸入盤とも呼ばれる。ジャポルノという言葉も普及しつつあるが、長年にわたって使用されている裏ビデオ、または無修正DVDという呼称が今なお一般的で、ジャポルノの認知度は低いままであるのが現状である。また、これら海外で正規に発売されたジャポルノの不法コピー品（いわゆる海賊版）が日本国内で販売されており、新たな問題となっている。